# Al Qiyadah
Al Qiyadah (in arabo القيادة, āl-Qīāda) è una stazione della metropolitana di Dubai della linea verde. Venne inaugurata il 9 settembre 2011 e aperta al pubblico il giorno successivo.